# Sarzana
Sarzana (w dialekcie Sarsàna) – miejscowość i gmina we Włoszech, w regionie Liguria, w prowincji La Spezia.
Według danych na rok 2004 gminę zamieszkiwały 20 022 osoby, 588,9 os./km². W 2023 roku gmina 21 696 mieszkańców.
W mieście znajduje się romańsko-gotycka konkatedra, do 1986 siedziba diecezji. Urodził się tutaj Tommaso Parentucelli, późniejszy papież Mikołaj V.
W miejscowości znajduje się stacja kolejowa Sarzana.

## Miasta partnerskie
- Villefranche-de-Rouergue, Francja
- Eger, Węgry